# Biokovo
För andra betydelser, se Biokovo (olika betydelser).

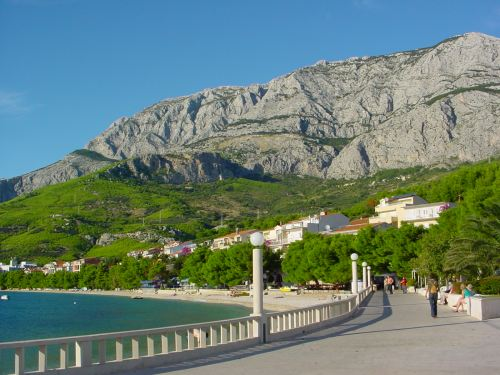
Bakom Tučepi reser sig Biokovo.

Biokovo är ett bergsmassiv i landsdelen Dalmatien i södra Kroatien. Bergsområdet ligger i Split-Dalmatiens län och sträcker sig mellan floderna Cetina och Neretva. Biokovomassivet avskiljer kustorterna längs med Makarskarivieran från det dalmatiska inlandet. Biokovos högsta punkt, Sveti Jure, når 1 762 meter över havet och är därmed Kroatiens näst högsta bergstopp. Sedan 1981 utgör delar av berget naturparken Biokovo. 